# Фурукава, Ёсио
Ёсио Фурукава (яп. 古川 好男, род. 5 июля 1934, Осака) — японский футболист.

## Клубная карьера
На протяжении своей футбольной карьеры выступал за клуб Dunlop Japan.

## Карьера в сборной
С 1956 по 1962 год сыграл за национальную сборную Японии 19 матчей. Также участвовал в Олимпийских играх 1956 года.

### Статистика за сборную
| Сборная Японии | Сборная Японии | Сборная Японии |
| Год            | Матчи          | Голы           |
| -------------- | -------------- | -------------- |
| 1956           | 3              | 0              |
| 1957           | 0              | 0              |
| 1958           | 3              | 0              |
| 1959           | 10             | 0              |
| 1960           | 0              | 0              |
| 1961           | 1              | 0              |
| 1962           | 2              | 0              |
| Итого          | 19             | 0              |